# Nick Young
Nicholas Aaron Young (Los Angeles, 1 de junho de 1985), conhecido como Nick Young, é um ex-jogador profissional de basquetebol norte-americano da National Basketball Association (NBA), que jogava na posição de ala-armador.

## Carreira na NBA

### Washington Wizards
Foi selecionado pelo Washington Wizards como a 16ª escolha do Draft da NBA de 2007. Re-assinou com os Wizards em 18 de dezembro de 2011.

### Los Angeles Clippers
Foi adquirido pelo Los Angeles Clippers como parte de um troca entre três equipes que envolvia Washington Wizards, Los Angeles Clippers e Denver Nuggets, onde JaVale McGee e Ronny Turiaf foram dos Wizards para os Nuggets em troca do brasileiro Nenê em 15 de março de 2012. Wizards também recebeu Brian Cook e uma futura escolha de segunda rodada no draft dos Clippers.

### Philadelphia 76ers
Após se tornar agente livre, assinou com o Philadelphia 76ers em 12 de julho de 2012. 

### Los Angeles Lakers (2013-2017)
Em julho de 2013, Young assinou com o Los Angeles Lakers. Apos sua trajetória na franquia da nba, ele assina com os warriors em 2017. 

### Golden State Warriors
No dia 5 de julho de 2017, assinou por uma temporada com os, até então, campeões da NBA, o Golden State Warriors. Seu contrato foi acertado em US$ 5,2 milhões (R$ 17,2 milhões). Venceu seu primeiro título da NBA na temporada 2017-2018 jogando pelos Warriors após varrerem o Cleveland Cavaliers nas finais. 

### Denver Nuggets (2018)
Em 10 de dezembro de 2018, Young assinou com o Denver Nuggets. 20 dias depois, Young foi dispensado, após participar de apenas quatro jogos. Foi o último clube de sua carreira.

## Estatísticas na NBA

### Temporada regular
| Ano     | Equipe        | PJ  | PT  | MPP  | %TC  | %3P  | %TL  | RPP | APP | ROB | TPP | PPP  |
| ------- | ------------- | --- | --- | ---- | ---- | ---- | ---- | --- | --- | --- | --- | ---- |
| 2007-08 | Washington    | 75  | 2   | 15.4 | .439 | .400 | .815 | 1.5 | .8  | .5  | .1  | 7.5  |
| 2008-09 | Washington    | 82  | 5   | 22.4 | .444 | .341 | .850 | 1.8 | 1.2 | .5  | .2  | 10.9 |
| 2009-10 | Washington    | 74  | 23  | 19.2 | .418 | .406 | .800 | 1.4 | .6  | .4  | .1  | 8.6  |
| 2010-11 | Washington    | 64  | 40  | 31.8 | .441 | .387 | .816 | 2.7 | 1.2 | .7  | .3  | 17.4 |
| 2011-12 | Washington    | 40  | 32  | 30.3 | .406 | .371 | .862 | 2.4 | 1.1 | .8  | .3  | 16.6 |
| 2011-12 | L.A. Clippers | 22  | 3   | 23.5 | .394 | .353 | .821 | 1.6 | .5  | .6  | .3  | 9.7  |
| 2012-13 | Philadelphia  | 59  | 17  | 23.9 | .413 | .357 | .820 | 1.8 | 1.4 | .6  | .2  | 10.6 |
| 2013-14 | L.A. Lakers   | 64  | 9   | 28.3 | .435 | .386 | .825 | 2.6 | 1.5 | .7  | .2  | 17.9 |
| 2014-15 | L.A. Lakers   | 42  | 0   | 23.8 | .366 | .369 | .892 | 2.3 | 1.0 | .5  | .3  | 13.4 |
| 2015-16 | L.A. Lakers   | 54  | 2   | 19.1 | .339 | .325 | .829 | 1.8 | .6  | .4  | .1  | 7.3  |
| Total   | Total         | 576 | 133 | 23.3 | .418 | .370 | .833 | 2.0 | 1.0 | .6  | .2  | 11.8 |

### Playoffs
| Ano   | Equipe        | PJ | PT | MPP  | %TC  | %3P  | %TL  | RPP | APP | ROB | TPP | PPP |
| ----- | ------------- | -- | -- | ---- | ---- | ---- | ---- | --- | --- | --- | --- | --- |
| 2008  | Washington    | 4  | 0  | 4.3  | .111 | .000 | .750 | .5  | .3  | .5  | .0  | 1.3 |
| 2012  | L.A. Clippers | 11 | 0  | 18.2 | .433 | .515 | .889 | 1.1 | .3  | .3  | .4  | 8.3 |
| Total | Total         | 15 | 0  | 14.5 | .395 | .486 | .864 | .9  | .3  | .3  | .3  | 6.4 |